# Jonas Brothers Live in Concert World Tour 2010

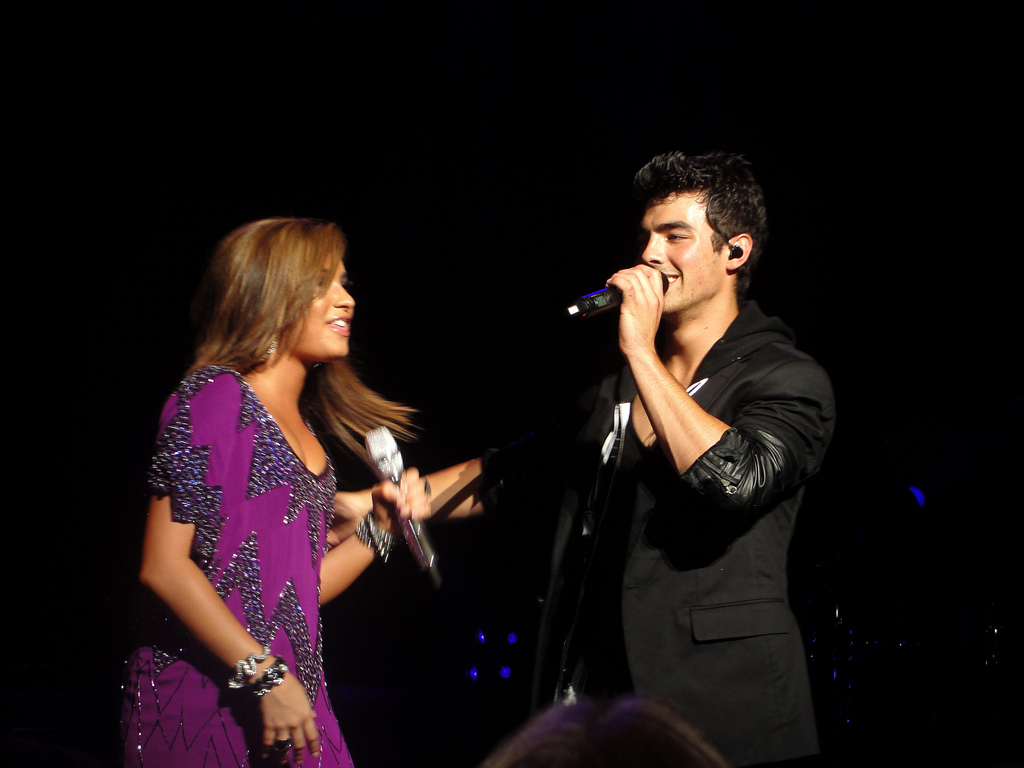
Demi Lovato con Joe Jonas en 2010

El Live in Concert World Tour 2010 es la séptima gira del grupo estadounidense Jonas Brothers, teniendo de estrellas invitadaa a Demi Lovato y al elenco de Camp Rock 2: The Final Jam. La gira comenzó el 7 de agosto de 2010 y finalizó el 18 de noviembre del mismo año, donde hubo también conciertos en Europa, Oceanía y Asia. Esta gira fue hecha para promocionar Camp Rock 2: The Final Jam, Jonas L.A. y los discos Lines, Vines and Trying Times y Here We Go Again.

## Información
Cuando Nick Jonas anunció su proyecto sin Jonas Brothers, Nick Jonas & The Administration, los hermanos anunciaron que tenían planeada una gira mundial0 que se llevaría a cabo durante el verano de 2010. El 27 de abril de ese año, Jonas Brothers y Demi Lovato anunciaron la gira en diversos medio, llamada «Jonas Brothers World Tour 2010». También, anunciaron que esta contaría con el apoyo de los miembros de reparto de la película Camp Rock y su secuela. La gira combinaría canciones de ambos artistas y las canciones de las películas.
La gira comenzó el 7 de agosto de 2010 en Illinois, Estados Unidos.
Demi Lovato suspendió su participación en la gira ya que ingresó a un centro de rehabilitación por problemas «emocionales y físicos». Por este motivo, el único país de América del Sur en tenerla fue Colombia.

## Listas de canciones

### Camp Rock
Alyson Stoner / Anna Maria Pérez de Tagle
1. Make History / Insomnia

Reparto de Camp Rock
1. Start The Party
2. Fire
3. We Rock

Demi Lovato
1. Get Back
2. La La Land
3. Lo que soy (México, Sudamérica)
4. Remember December
5. Don't Forget
6. Catch Me
7. Got Dynamite
8. Here We Go Again

Demi Lovato & Reparto de Camp Rock
1. Brand New Day
2. Can't Back Down
3. It's Not Too Late
4. It's On

### Jonas Brothers
- En cada concierto van cambiando las versiones

| Versión 1 |
| --- |
| 1. Feelin' Alive 2. Hold On 3. Year 3000 (cover de Busted) 4. Play My Music 5. Heart & Soul 6. Introducing Me (Nick Jonas) 7. Gotta Find You 8. This Is Me (con Demi Lovato) 9. Wouldn't Change A Thing (con Demi Lovato) 10. This is Our Song (con Demi Lovato y el reparto de Camp Rock) 11. L.A. Baby (Where Dreams Are Made Of) 12. Drive My Car (cover de The Beatles) 13. Paranoid 14. Who I Am 15. Fly with Me 16. When You Look Me in the Eyes 17. Please Be Mine 18. Lovebug 19. S.O.S 20. Burnin' Up |

| Versión 2 |
| --- |
| 1. Feelin' Alive 2. Hold On 3. Year 3000 (cover de Busted) 4. Play My Music 5. Heart & Soul 6. Introducing Me (Nick Jonas) 7. Gotta Find You 8. This Is Me (con Demi Lovato) 9. Wouldn't Change A Thing (con Demi Lovato) 10. This is Our Song (con Demi Lovato y el reparto de Camp Rock) 11. L.A. Baby (Where Dreams Are Made Of) 12. Drive My Car (cover de The Beatles) 13. Paranoid 14. Who I Am (Nick Jonas) 15. Hello Beautiful 16. Turn Right 17. Your Biggest Fan 18. Lovebug 19. S.O.S 20. When You Look Me in the Eyes 21. Burnin' Up |

| Versión 3 |
| --- |
| 1. Feelin' Alive 2. Hold On 3. Year 3000 (cover de Busted) 4. Play My Music 5. Heart & Soul 6. Introducing Me (Nick Jonas) 7. Gotta Find You 8. This Is Me (con Demi Lovato) 9. Wouldn't Change A Thing (con Demi Lovato) 10. This is Our Song (con Demi Lovato y el reparto de Camp Rock) 11. L.A. Baby (Where Dreams Are Made Of) 12. Drive My Car (cover de The Beatles) 13. Paranoid 14. Who I Am (Nick Jonas) 15. Fly with Me 16. When You Look Me in the Eyes 17. Hello Beautiful 18. Your Biggest Fan 19. Please Be Mine 20. Lovebug 21. S.O.S 22. Burnin' Up |

| Versión 4 |
| --- |
| 1. Feelin' Alive 2. Hold On 3. Year 3000 (cover de Busted) 4. Play My Music 5. Heart & Soul 6. Introducing Me (Nick Jonas) 7. Gotta Find You 8. Live To Party 9. This Is Me (con Demi Lovato) 10. Wouldn't Change A Thing (con Demi Lovato) 11. Send It On (con Demi Lovato) 12. L.A. Baby (Where Dreams Are Made Of) 13. Drive My Car (cover de The Beatles) 14. Paranoid 15. Who I Am (Nick Jonas) 16. A Little Bit Longer(Nick Jonas) 17. Fly with Me 18. Love Is On It's Way 19. When You Look Me in the Eyes 20. Please Be Mine 21. Medley acústico: 1. Mandy 2. Just Friends 3. Goodnight & Goodbye 4. What Did I Do To Your Heart 5. Turn Right 22. Your Biggest Fan 23. Lovebug 24. S.O.S 25. Burnin' Up |

| Versión 5 |
| --- |
| 1. Feelin' Alive 2. Hold On 3. Year 3000 (cover de Busted) 4. Play My Music 5. Heart & Soul 6. Introducing Me (Nick Jonas) 7. Gotta Find You 8. This Is Me (con Demi Lovato) 9. Wouldn't Change A Thing (con Demi Lovato) 10. L.A. Baby (Where Dreams Are Made Of) 11. Drive My Car (cover de The Beatles) 12. Paranoid 13. Who I Am (Nick Jonas) 14. Fly with Me 15. When You Look Me in the Eyes 16. Bounce (solo en Toronto) 17. Hello Beautifull 18. Turn Right 19. Your Biggest Fan 20. Before The Storm 21. Please Be Mine 22. Lovebug 23. S.O.S 24. Burnin' Up |

| Versión 6 |
| --- |
| 1. Feelin' Alive 2. Hold On 3. Year 3000 (cover de Busted) 4. Play My Music 5. Heart & Soul 6. Introducing Me (Nick Jonas) 7. Gotta Find You 8. This Is Me (con Demi Lovato) 9. Wouldn't Change A Thing (con Demi Lovato) 10. L.A. Baby (Where Dreams Are Made Of) 11. Drive My Car (cover de The Beatles) 12. Paranoid 13. Who I Am (Nick Jonas) 14. A Little Bit Longer (Nick Jonas) 15. Fly with Me 16. When You Look Me in the Eyes 17. BB Good (con John Lloyd Taylor como cantante) 18. Please Be Mine 19. Lovebug 20. S.O.S 21. Burnin' Up |

| Versión 7 |
| --- |
| 1. Feelin' Alive 2. Hold On 3. Year 3000 (cover de Busted) 4. Play My Music 5. Heart & Soul 6. Introducing Me (Nick Jonas) 7. Gotta Find You 8. This Is Me (con Demi Lovato) 9. Wouldn't Change A Thing (con Demi Lovato) 10. L.A. Baby (Where Dreams Are Made Of) 11. Drive My Car (cover de The Beatles) 12. Paranoid 13. Who I Am (Nick Jonas) 14. Fly with Me 15. When You Look Me in the Eyes 16. Medley acústica: 1. Mandy 2. 7:05 3. I Am What I Am 4. One Day At A Time 5. Just Friends 6. Hello Beautiful 7. Pushin' Me Away 8. BB Good 9. Turn Right 10. Make It Right 17. Your Biggest Fan 18. Lovebug 19. S.O.S 20. Burnin' Up |

## Miembros de la gira

### Principales
- Demi Lovato
- Kevin Jonas
- Joe Jonas
- Nick Jonas
- Alyson Stoner
- Anna Maria Pérez de Tagle
- Matthew "Mdot" Finley
- Jordan Francis

### Secundarios
- John Taylor: guitarra principal
- Greg Garbowsky: bajo
- Jack Lawless: batería
- Demian Arriaga: percusión
- Ryan Liestman: teclado

## Fechas de la gira
| Fecha                    | Ciudad            | País                   | Lugar                                       |
| ------------------------ | ----------------- | ---------------------- | ------------------------------------------- |
| Norteamérica             |                   |                        |                                             |
| 7 de agosto de 2010      | Tinley Park       | Estados Unidos         | First Midwest Bank Amphitheatre             |
| 8 de agosto de 2010      | Noblesville       | Estados Unidos         | Verizon Wireless Music Center               |
| 10 de agosto de 2010     | Cincinnati        | Estados Unidos         | Riverbend Music Center                      |
| 11 de agosto de 2010     | Burgettstown      | Estados Unidos         | First Niagara Pavilion                      |
| 12 de agosto de 2010     | Bristow           | Estados Unidos         | Jiffy Lube Live                             |
| 13 de agosto de 2010     | Hartford          | Estados Unidos         | Comcast Theatre                             |
| 14 de agosto de 2010     | Hershey           | Estados Unidos         | Hersheypark Stadium                         |
| 16 de agosto de 2010     | Holmdel           | Estados Unidos         | PNC Bank Arts Center                        |
| 17 de agosto de 2010     | Holmdel           | Estados Unidos         | PNC Bank Arts Center                        |
| 21 de agosto de 2010     | Wantagh           | Estados Unidos         | [Nikon at Jones Beach Theater               |
| 22 de agosto de 2010     | Wantagh           | Estados Unidos         | [Nikon at Jones Beach Theater               |
| 25 de agosto de 2010     | Boston            | Estados Unidos         | Comcast Center                              |
| 26 de agosto de 2010     | Boston            | Estados Unidos         | Comcast Center                              |
| 27 de agosto de 2010     | Camden            | Estados Unidos         | Susquehanna Bank Center                     |
| 28 de agosto de 2010     | Atlantic City     | Estados Unidos         | Mark G. Etess Arena                         |
| 29 de agosto de 2010     | Virginia Beach    | Estados Unidos         | Virginia Beach Amphitheater                 |
| 31 de agosto de 2010     | Cleveland         | Estados Unidos         | Quicken Loans Arena                         |
| 1 de septiembre de 2010  | Clarkston         | Estados Unidos         | [DTE Energy Music Theatre                   |
| 2 de septiembre de 2010  | Toronto           | Canadá                 | Molson Amphitheatre                         |
| 3 de septiembre de 2010  | Toronto           | Canadá                 | Molson Amphitheatre                         |
| 4 de septiembre de 2010  | Montreal          | Canadá                 | Bell Centre                                 |
| 5 de septiembre de 2010  | Daytona Beach     | Estados Unidos         | Ocean Center                                |
| 7 de septiembre de 2010  | West Palm Beach   | Estados Unidos         | Cruzan Amphitheater                         |
| 8 de septiembre de 2010  | Tampa (cancelado) | Estados Unidos         | 1-800-ASK-GARY Amphitheater                 |
| 10 de septiembre de 2010 | San Antonio       | Estados Unidos         | AT&T Center                                 |
| 11 de septiembre de 2010 | Houston           | Estados Unidos         | Woodlands Pavilion                          |
| 12 de septiembre de 2010 | Dallas            | Estados Unidos         | Superpages.com Center                       |
| 14 de septiembre de 2010 | Phoenix           | Estados Unidos         | Cricket Wireless Pavilion                   |
| 16 de septiembre de 2010 | Chula Vista       | Estados Unidos         | Cricket Wireless Amphitheatre               |
| 17 de septiembre de 2010 | Wheatland         | Estados Unidos         | Sleep Train Amphitheater                    |
| 18 de septiembre de 2010 | Mountain View     | Estados Unidos         | Shoreline Amphitheatre                      |
| 19 de septiembre de 2010 | Irvine            | Estados Unidos         | Verizon Wireless Amphitheater               |
| 21 de octubre de 2010    | Monterrey         | México                 | Estadio Universitario                       |
| 23 de octubre de 2010    | Guadalajara       | México                 | Estadio Tres de Marzo                       |
| 24 de octubre de 2010    | México, D.F.      | México                 | Foro Sol                                    |
| América Central          |                   |                        |                                             |
| 15 de octubre de 2010    | San Juan          | Puerto Rico            | Coliseo de Puerto Rico, José Miguel Agrelot |
| 16 de octubre de 2010    | Santo Domingo     | República Dominicana   | Palacio de Los Deportes                     |
| 26 de octubre de 2010    | San José          | Costa Rica             | Estadio Ricardo Saprissa Aymá               |
| América del Sur          |                   |                        |                                             |
| 28 de octubre de 2010    | Bogotá            | Colombia               | Parque Metropolitano Simón Bolívar          |
| 30 de octubre de 2010    | Lima              | Perú                   | Estadio Monumental de Lima                  |
| 1 de noviembre de 2010   | Quito             | Ecuador                | Estadio Olímpico Atahualpa                  |
| 4 de noviembre de 2010   | Santiago de Chile | Chile                  | Estadio Monumental                          |
| 6 de noviembre de 2010   | São Paulo         | Brasil                 | Associação Portuguesa de Desportos          |
| 7 de noviembre de 2010   | Río de Janeiro    | Brasil                 | Estádio Jornalista Mário Filho              |
| 10 de noviembre de 2010  | Porto Alegre      | Brasil                 | Ginásio Gigantinho                          |
| 13 de noviembre de 2010  | Buenos Aires      | Argentina              | Estadio Antonio Vespucio Liberti            |
| Medio Oriente            |                   |                        |                                             |
| 18 de noviembre de 2010  | Abu Dhabi         | Emiratos Árabes Unidos | Yas Arena                                   |